# The Poison Sky
"The Poison Sky" (intitulado "O Céu Envenenado" no Brasil) é o quinto episódio da quarta temporada da série de ficção científica britânica Doctor Who, transmitido originalmente através da BBC One em 3 de maio de 2008. É a segunda de uma história dividida em duas partes, sendo a conclusão de "The Sontaran Stratagem" transmitido na semana anterior. Ambos foram escritos por Helen Raynor e dirigidos por Douglas Mackinnon.
Continuando os eventos do episódio anterior, o gás venenoso lançado pelos Sontarans sufoca a atmosfera da Terra e tem como objetivo alimentar novos lotes de clones da espécie que seriam criados para a guerra, enquanto o alienígena viajante do tempo conhecido como o Doutor (David Tennant) e a UNIT tentam parar a ofensiva.
O episódio foi assistido por 6,53 milhões de telespectadores e recebeu uma pontuação no Índice de Apreciação do público de 88, considerado "Excelente".

## Enredo

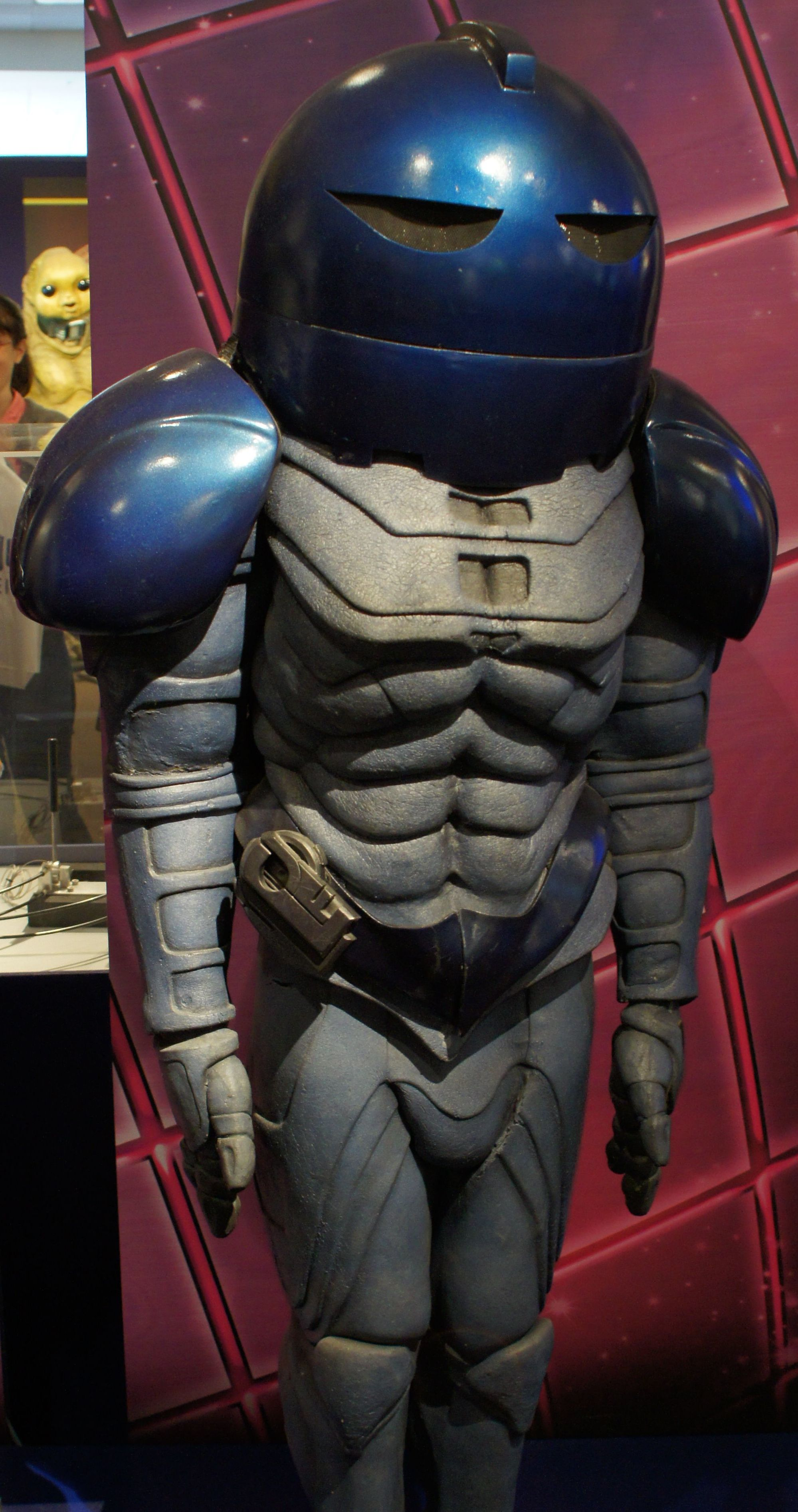
Os Sontarans em seus capacetes vistos no episódio em exposição na Doctor Who Experience

400 milhões de carros na Terra equipados com dispositivos ATMOS estão sufocando a humanidade com gás venenoso. Sylvia liberta Wilfred de seu carro quebrando o para-brisa. O Décimo Doutor diz à família de Donna para entrar e selar as janelas e portas da melhor forma possível. Ele e Donna retornam à fábrica do ATMOS, onde o Doutor avisa a UNIT para não enfrentar os Sontarans. Ele diz a Donna para ficar na TARDIS para sua própria segurança, mas os Sontarans localizam e teletransportam a máquina a bordo de sua nave.
Quando os Sontarans impedem a UNIT de lançar um míssil nuclear em sua nave com a ajuda do clone de Martha, o Doutor descobre que, como sua nave estava segura, os Sontarans estavam realmente impedindo a interrupção de sua conversão atmosférica. Os Sontarans atacam e assumem a fábrica, facilmente sobrepujando as tropas da UNIT. A organização consegue um contra-ataque e chama o porta-aviões Valiant, o que coloca os Sontarans na defensiva. Após a ofensiva da UNIT, o Doutor se aventura na fábrica e descobre a verdadeira Martha em um dispositivos de clonagem. Tendo suspeitado da verdade por muito tempo, o Doutor a desperta, matando o clone no processo. Antes de morrer, este revela que o gás é alimento para clones, que o Doutor deduz ser usado para criar bilhões de soldados Sontarans na Terra. O Doutor diz a Martha para impedir a UNIT de lançar mísseis e sai correndo.
O Doutor, auxiliado por Donna, usa o teletransporte para retornar a TARDIS para a Terra. Eles se teletransportam com Martha para a instituição de Luke Rattigan, encontrando-o perturbado após descobrir que a promessa dos Sontarans de lhe dar um novo mundo era mentira. O Doutor constrói seu próprio conversor atmosférico, que igniza o gás venenoso em todo o globo e permite que os humanos respirem. O Doutor está ciente de que os Sontarans não admitirão a derrota, mas acredita que precisa dar a eles uma chance de se retirar. Ele se teletransporta para a nave Sontaran e oferece a Staal a chance de recuar, mas ele percebe o blefe do Doutor e o encoraja a destruí-los. Humilhado, Rattigan reativa o teletransporte e troca de lugar com o Doutor, sacrificando-se para ativar o dispositivo e destruir os Sontarans.
Depois, Martha se despede de Donna e do Doutor dentro da TARDIS e se prepara para ir para casa. Antes que ela possa sair, no entanto, as portas da TARDIS se fecham de repente e ela segue para outro destino.

### Continuidade
O Valiant está equipado com uma versão da arma de Torchwood que destruiu a nave Sycorax em "The Christmas Invasion". O Doutor comenta com o Coronel Mace: "Em momentos como este, eu poderia ter o Brigadeiro... sem ofensa." Esta é uma referência ao Brigadeiro Lethbridge-Stewart. O Doutor diz jocosamente "Você é minha mamãe?" para o Coronel Mace enquanto eles estão usando máscaras de gás, em referência aos eventos de "The Empty Child"/"The Doctor Dances".

## Produção
Este episódio e o episódio anterior foram filmados ao longo de cinco semanas, começando em setembro de 2007. A pós-produção foi concluída uma semana antes da primeira parte ir ao ar.
Durante a produção, o diretor Douglas Mackinnon pretendia que a cena climática do episódio na TARDIS mostrasse a coluna móvel no console central se movendo para cima e para baixo muito mais rapidamente do que o normal. No entanto, ao tentar fazer isso, Mackinnon acabou quebrando o suporte, o que levou trinta minutos para consertar.
Quando entrevistada no Friday Night with Jonathan Ross, Catherine Tate afirmou que estava filmando ao lado de dez Sontarans por duas semanas antes de perceber que havia atores dentro dos trajes. Ela presumiu que os Sontarans "funcionavam com eletricidade". Foi só quando um ator tirou o capacete revelando seu rosto real que ela percebeu seu erro. Ela afirmou que ficou "assustada" com isso e disse que "quase morreu".
Quando o Doutor interrompe a transmissão dos Sontarans, uma filmagem animada do show de aventura ecológica Tommy Zoom, parte live action, parte animação da CBeebies, é exibida na tela, apresentando o vilão Polluto disfarçado de mágico e o herói Tommy e seu cachorro Daniel como seu público. Originalmente, o plano era usar Shaun, o Carneiro, mas isso não deu certo.
Cenas na Academia Rattigan foram filmadas no Margam Country Park, Port Talbot.

## Transmissão
Números não oficiais durante a noite indicaram que "The Poison Sky" foi assistido por 5,9 milhões de telespectadores, dando-lhe uma participação de 32,5% da audiência total da televisão. O número final consolidado foi de 6,53 milhões de telespectadores. Foi o segundo programa mais assistido do dia, sendo superado pelo Britain's Got Talent da ITV, que obteve 9,12 milhões de telespectadores. Foi o programa de maior audiência na BBC One no dia e o 18.º mais assistido da semana. O episódio recebeu uma pontuação do Índice de Apreciação de 88, considerado "Excelente".